# 삼거리 극장
"삼거리 극장"은 2006년에 개봉한 대한민국의 뮤지컬 영화이다.

## 캐스팅
- 김꽃비 : 소단 / 아랫네 역
- 천호진 : 우기남 사장 역
- 박준면 : 에리사 / 매점 / 하쉬바 역
- 조희봉 : 영사기사 / 일본 중위 히로시 / 데츠오 역
- 박영수 : 모스키토 / 청소부 / 표세동 역
- 한애리 : 완다 / 경리 / 완월 역
- 안병경 : 변 선생 역
- 양준호 : 미노수 역
- 최우혁 : 회 역
- 박휘순 : 미스터 박 역
- 손영순 : 할머니 역
- 김효진 : 정님 역
- 김동기 : 삼거리밴드 1 역
- 황강록 : 삼거리밴드 2 역
- 윤오성 : 삼거리밴드 3 역
- 송영재 : 노숙자 역
- 백병철 : 중년남자 역
- 이소미 : 앳된녀 역
- 문순주 : 고등학생 1 역
- 김두만 : 고등학생 2 역
- 김민중 : 군인 역
- 장취하 : 군인애인 역
- 백경인 : 일본군장교 역
- 김영모 : 카트노인 역
- 이덕재 : 경운기아저씨 역

## 수상
- 2007년 제 4회 서강데뷔작영화제
  - 알바트로스상 - 전계수
- 2007년 제43회 백상예술대상
  - 영화부문 신인감독상 - 전계수